# Contramovimiento social
Un contramovimiento, en sociología, significa un movimiento social que se opone a otro movimiento social. Muchos movimientos comienzan como un efecto del activismo político hacia cuestiones con las que un grupo no está de acuerdo. Los investigadores han utilizado la teoría de la movilización de recursos para estudiar todo tipo de movimientos sociales y políticos, tales como el ecologismo, derechos de los padres, movimientos religiosos, o el derecho al aborto. La razón para el surgimiento de un contramovimiento es que grupos opuestos compiten por recursos de influencia política. Los contramovimientos tratan de incidir en el mantenimiento o cambios de legislación que apoyen sus propias opiniones.
La teoría de la movilización de recursos, marca a los contramovimientos como un tema importante. Esta teoría "fue una respuesta a las teorías socio-psicológicas centradas en los reclamos y que veían los movimientos como identidades colectivas". Esta teoría sugiere que los movimientos sociales organizan sus recursos para hacer cambios en la sociedad que se ajusten a sus puntos de vista. Cuando un movimiento social comienza a crecer, surgen oposiciones y con el tiempo pueden surgir contramovimientos. Por ejemplo, los movimientos provida y proelección son opuestos el uno con el otro. Los contramovimientos se relacionan con temas controvertidos como el calentamiento global, la violencia doméstica, la religión o la guerra. 
El objetivo principal de un contramovimiento es transmitir ideas y valores, e impedir que sus adversarios conviertan su punto de vista en corriente principal. Muchos movimientos tratan de reclutar personas para ganar popularidad y obtener apoyo político.

## Casos

### Medioambiente
Un ejemplo de contramovimiento aparece en las cuestiones ambientales. Incluso cuando los hechos científicos y las estadísticas corroboran el calentamiento global, todavía existen grupos que están en desacuerdo con tales conclusiones. Como sostiene Peter Jacques, "la duda respecto a los problemas ambientales no es debido a la ciencia, sino que tiene que ver con la política, la política global para ser específicos". Muchos escépticos ecológicos afirman que no hay problemas ambientales que amenacen a la humanidad. Estos escépticos culpan a los ambientalistas de detener el progreso humano e impedir que el estándar de vida ascienda. Los ambientalistas, en el otro lado, culpan a la "derecha política" por su escepticismo y antiambientalismo. Jacques explica que, "la concentración de reclamos escépticos a partir de la década de 1990 es consistente con la formación de un contra-movimiento conservador contra la preocupación por el medioambiente".

### Derechos de los hombres
Debido al alto número de crímenes violentos cometidos entre cónyuges, aproximadamente 1,7 millones entre los años 1998-2002, en su mayoría mujeres, según el Departamento de Justicia de los Estados Unidos, el movimiento de mujeres ha realizado campañas para generar conciencia sobre la violencia doméstica. Esta demanda ha encontrado el apoyo público para "crear un endurecimiento de las penas contra los infractores y la vigilancia contra posibles agresores, incluyendo los padres de familias disueltas". Como resultado, ha surgido un contramovimiento en defensa de los derechos de los hombres, que sostienen que los movimientos de mujeres han creado leyes injustas. "El número de miembros en el movimiento de derechos de los hombres ha crecido en número durante la década de 1980 en Canadá, el Reino Unido, Suecia, Australia y los Estados unidos".

### Aborto
El más polémico de los contramovimientos es acerca de la legalidad del aborto, que se disputa entre los movimientos provida y proelección. Los grupos provida se oponen al aborto en la mayoría de los terrenos. Algunos partidarios provida creen que el aborto sea justificable cuando graves problemas de salud estén presentes para la madre, mientras otros consideran que el aborto es injustificable bajo cualquier circunstancia. El grupo proelección cree que la mujer tiene derecho al aborto en todas las circunstancias, a menudo citando que los derechos humanos no abarcan los fetos antes de la viabilidad fetal. Ambos grupos tienden a ser inflexibles en sus puntos de vista y ninguno de los argumentos de cada lado parecen convencer al contrario. 
A pesar de que el tema del aborto es muy controvertido, la mayoría de las encuestas indican una liberalización de las actitudes públicas hacia la terminación del embarazo en los años subsiguientes a 1965, a partir de la decisión Roe versus Wade de la Corte Suprema que legalizó el aborto. Encuestas recientes demuestran que entre el 80% y el 90% de los estadounidenses aprueban el aborto en el caso de la mala salud, el feto defectuoso o la violación, y entre el 40% y el 50% indican aprobación por otras razones. Sólo el 10% quiere prohibir el aborto en todas las circunstancias.
Cada uno de estos contramovimientos intenta utilizar recursos emocionales. Los promotores del aborto destacan para su causa la importancia de la elección, mientras que el activista provida señala la importancia de la protección de todas las formas de vida.